# Holonuncia dispar
Holonuncia dispar is een hooiwagen uit de familie Triaenonychidae.